# 4 de l'Ossa Major b
4 de l'Ossa Major b (4 Ursae Majoris b) és un planeta extrasolar amb almenys 7.1 vegades la massa de Júpiter, que orbita el seu estel, π² Ursae Majoris a la constel·lació de l'Ossa Major. Per la seva massa, és probablement un planeta jovià.
El seu estel és un estel gegant del tipus espectral K (una mica més fred que el Sol), que s'hi troba a uns 250 anys llum de distància. El planeta la orbita a una distància lleument menor a la qual ocupa la Terra en la seva òrbita, ocupant en això aproximadament 3/4 d'un any terrestre.